# Eusebius John Crawford
Eusebius John Crawford OP (ur. 4 grudnia 1917 w Warrenpoint, zm. 31 maja 2002) – irlandzki duchowny rzymskokatolicki, dominikanin, misjonarz, wikariusz apostolski Zachodnich Wysp Salomona, biskup Gizo.

## Życiorys
Eusebius John Crawford urodził się 4 grudnia 1917 w Warrenpoint w Irlandii Północnej. 29 marca 1941 otrzymał święcenia prezbiteriatu i został kapłanem Zakonu Kaznodziejskiego.
1 marca 1960 papież Jan XXIII mianował go wikariuszem apostolskim utworzonego rok wcześniej wikariatu apostolskiego Zachodnich Wysp Salomona oraz biskupem tytularnym Caffy. 8 maja 1960 przyjął sakrę biskupią z rąk Jana XXIII. Współkonsekratorami byli emerytowany biskup Zatoki Świętego Wawrzyńca Napoléon-Alexandre Labrie CIM oraz biskup pomocniczy nowojorski Fulton Sheen.
Jako ojciec soborowy wziął udział w soborze watykańskim II. 15 listopada 1966 wikariat apostolski Zachodnich Wysp Salomona został podniesiony do rangi diecezji. Tym samym bp Crawford został biskupem Gizo.
W 1991 wyświęcił na prezbitera późniejszego arcybiskupa Sydney Anthony’ego Fishera OP.
Po osiągnięciu wieku emerytalnego złożył dymisję, którą papież przyjął dwa lata później, 3 lutego 1995. Zmarł 31 maja 2002.